# محوطه سیرانه ۱
محوطه سیرانه ۱ مربوط به دوره ساسانیان و سده‌های اولیه دوران‌های تاریخی پس از اسلام است و در شهرستان مهران، بخش ملکشاهی، دهستان گچی، ۸۰۰ متری شمال غربی روستای سیرانه واقع شده و این اثر در تاریخ ۲۲ آبان ۱۳۸۶ با شمارهٔ ثبت ۱۹۹۳۵ به‌عنوان یکی از آثار ملی ایران به ثبت رسیده است.